# Chiesa di San Michele Arcangelo (Villanova del Ghebbo)
La chiesa di San Michele Arcangelo è la parrocchiale di Villanova del Ghebbo, in provincia di Rovigo e diocesi di Adria-Rovigo; fa parte del vicariato di Lendinara-San Bellino.

## Storia

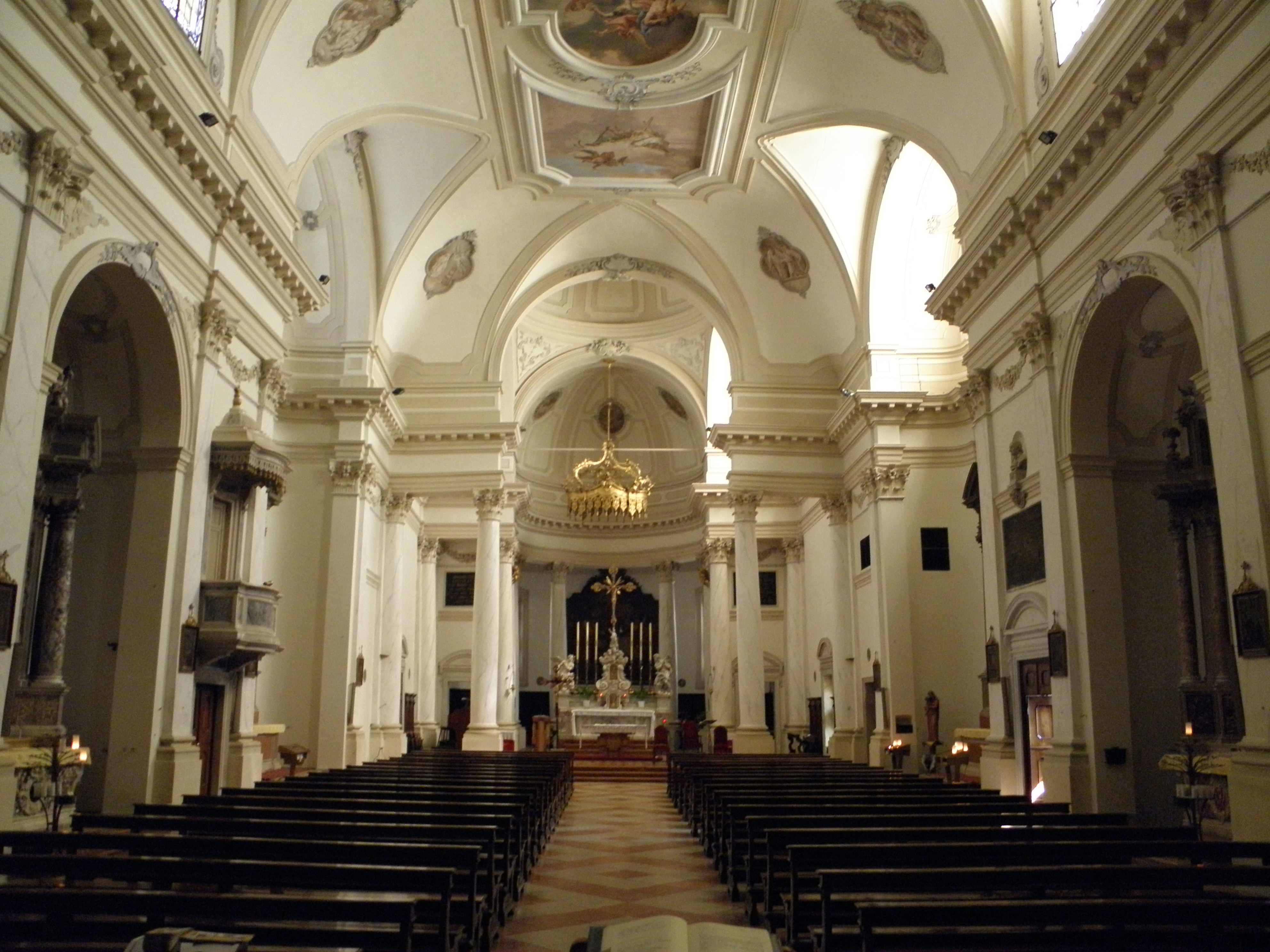
L'interno della chiesa

Nel Codex Adrianus del 1221 è menzionata per la prima volta una chiesa dedicata a San Michele Arcangelo situata a Vilanova Gaybi. Altre fonti invece citano la presenza di una chiesa, intitolata fin dalla sua fondazione a all'Arcangelo Michele, fin dal 1105, e benché avesse il diritto, concesso dal vescovo di Adria Rolando Zabarella e da 
Guglielmo d'Este che gli succedette, di riscuotere il quartese sulle terre emerse nelle località di Villanova, Ramedello, Castello di Gaibo e Picinardi, villaggi posti su entrambe le rive dell'Adigetto, risultava modesta nei suoi possedimenti per tutto il medioevo.
Dalla relazione della visita del 1473 del vicario Antonio de Gottis, delegato dall'arcivescovo di Ravenna Bartolomeo Roverella, s'apprende che la chiesetta di Villanova non era in condizioni non delle migliori e risultava disadorna.
Verso la fine del XVI secolo l'edificio crollò assieme al campanile.
Nel 1604 il vicario Peroto, visitando la chiesa, la trovò riedificata da non molti anni, ad un'unica navata con tre altari.
Intorno alla seconda metà del XVIII secolo questa struttura non era più sufficiente a soddisfare le esigenze della popolazione e, così venne deciso di rifarla con dimensioni maggiori. L'attuale parrocchiale, il cui progetto fu elaborato da Giovanni Padrini forse su indicazione dell'allora parroco don Giovanni Ferro, venne costruita tra il 1762 ed il 1800. La consacrazione fu impartita nel 1823 dal vescovo Carlo Pio Ravasi.

## Descrizione
Opere di pregio conservate all'interno della chiesa sono gli affreschi del soffitto raffiguranti san Michele Arcangelo e il Trionfo delle Virtù, eseguiti dal tiepolesco Costantino Cedini (in precedenza erano attribuiti a Giovanni Battista Canal), una copia dell'Assunzione della Beata Vergine Maria di Tiziano Vecellio, eseguita da Teodoro Licini, e due pale che rappresentano l'Ultima Cena e l'Arcangelo Michele, entrambe opere di Tommaso Sciacca.

## Organo a canne
L'organo conservato nella parrocchiale di San Michele Arcangelo di Villanova del Ghebbo è per dimensioni uno dei più grandi della diocesi di Adria-Rovigo, per l'esattezza il secondo, alla pari per numero di canne con quello della concattedrale di Rovigo e inferiore per grandezza solo a quello della cattedrale di Adria.
Costruito dalla ditta Pontificia Fabbrica d'Organi “Domenico Malvestio e figlio” di Padova nel 1911, lo strumento fu oggetto attorno al 1948 di un intervento di ampliamento ad opera della ditta “Ruffatti” di Padova che aggiunse una terza tastiera e un secondo corpo d'organo nell'abside della chiesa, pur conservando all'interno molte canne del Settecento e dell'Ottocento, arrivando ad un totale di 44 registri e più di 3 000 canne. A livello tecnico, vanta particolari soluzioni come la leva pneumatica Barker. Situato sopra l'ingresso della chiesa in cantoria, ha un elegante e maestoso prospetto costituito da due campate sovrapposte, con la superiore di 21 canne di stagno disposte a cuspide e l'inferiore di 43 canne formante tre cuspidi. Al centro di quest'ultima c'era una statua lignea raffigurante un angelo di pregevole fattura, poi tolta probabilmente nel 1948 in occasione dell'ampliamento dell'organo. Lo storico organo romantico italiano è attualmente poco funzionante (circa 1/3 delle sue potenzialità). È auspicabile che la consolle originale Malvestio a due tastiere, oggi conservata in un locale di servizio della chiesa, sia restaurata, ricollegata e posta accanto al corpo fonico in cantoria, com'era in origine.

## Campanile
Il campanile è stato colpito da un fulmine nel 1970. Lo stesso fulmine, oltre a troncare la cuspide, ha anche danneggiato la struttura muraria della torre. Oggi è inutilizzato e le campane sono rimaste mute (non sono mai state elettrificate), sostituite da 4 trombe collocate sopra al castello campanario. Le 3 campane provenivano dalla chiesa vecchia, e sono state fuse da Gaetano Soletti nel 1683. C'è anche una quarta campana, utilizzata un tempo come richiamo per le messe, rifusa dalla fonderia Cavadini di Verona nella prima metà del '900.

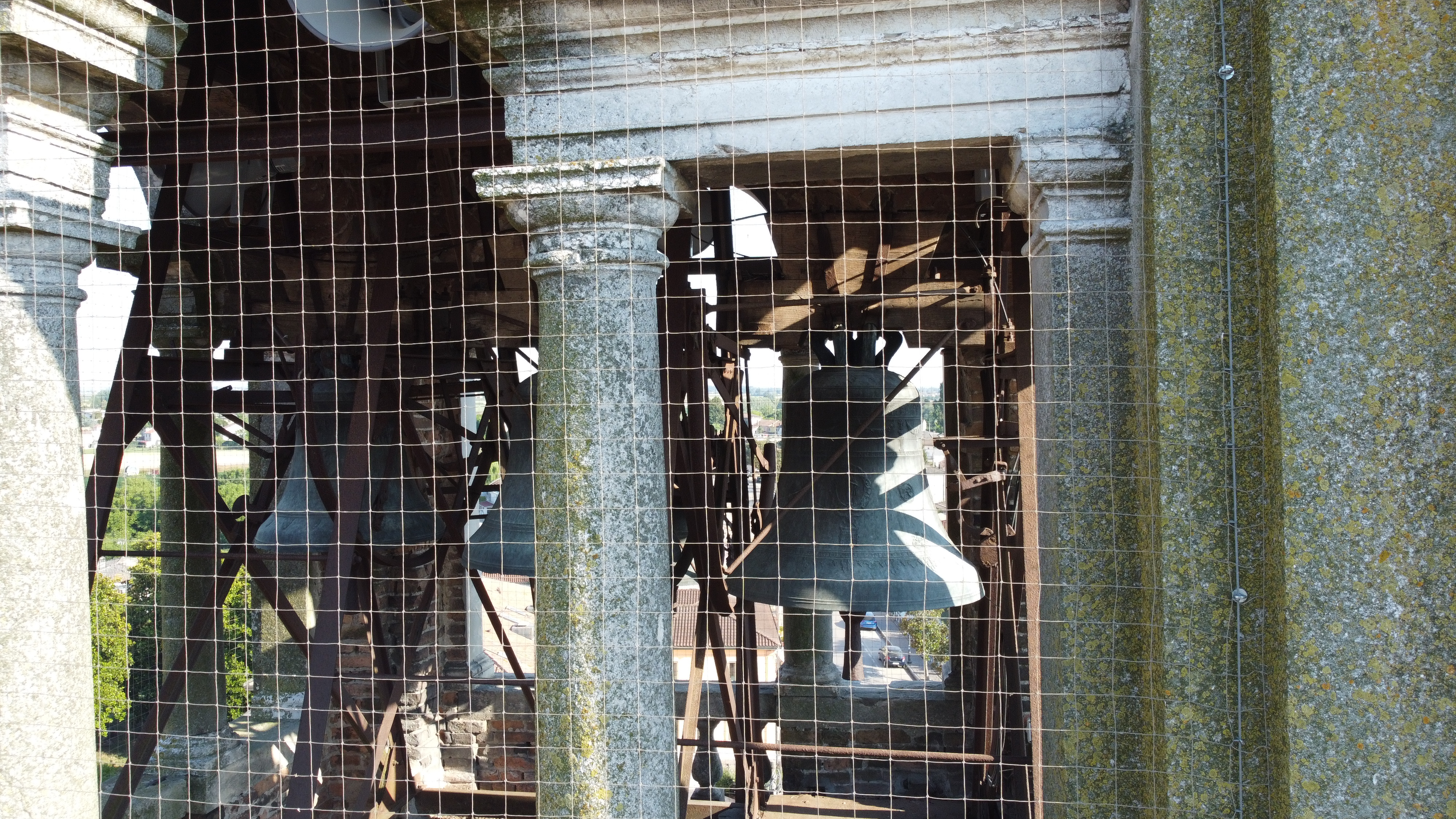
Vista delle campane - lato chiesa

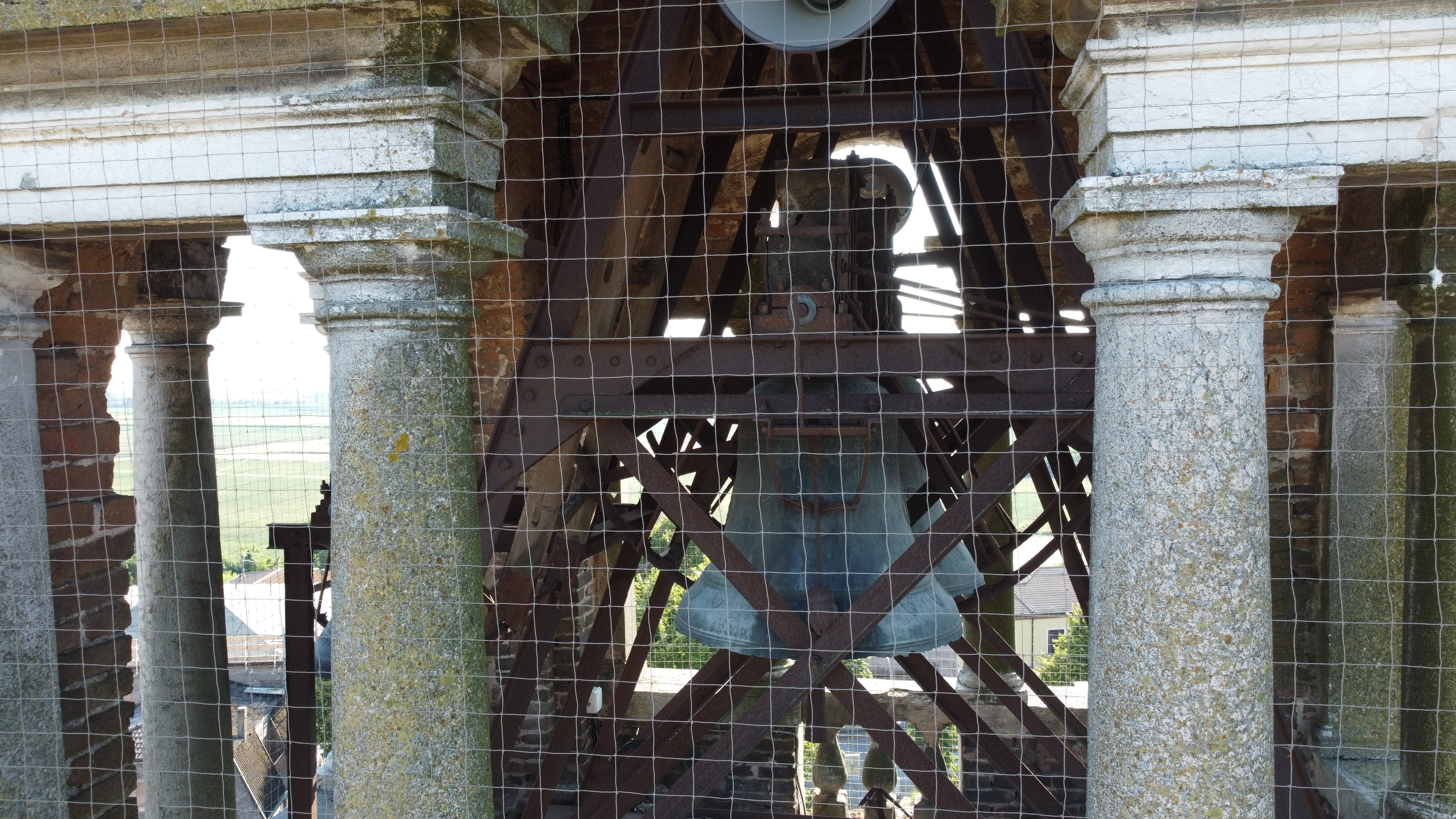
Vista delle campane - lato cimitero

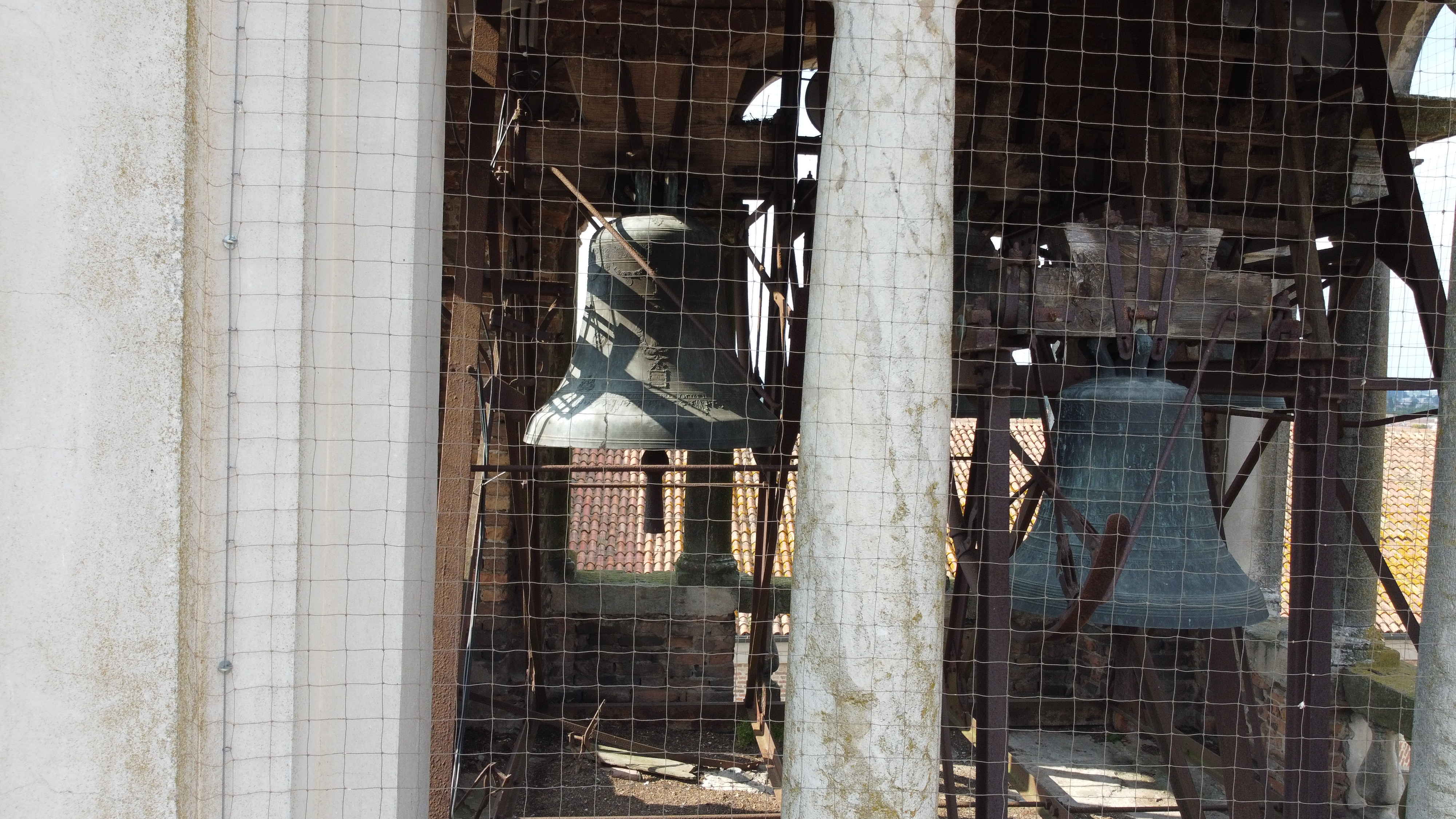
Vista delle campane, lato farmacia